# 小行星6525
小行星6525（英語：6525 Ocastron）是一颗围绕太阳公转的小行星。1992年9月20日，J. B. Child、G. Fisch在圣贝纳迪诺县发现了此天体。
这颗小行星的绝对星等为142.64851等。